# Chicago Film Critics Association Awards 2013
Bei den 26. Chicago Film Critics Association Awards ehrten die Filmkritiker 2013 die besten Leistungen des Filmjahres 2013.

## Gewinner und Nominierte

### Bester Film
12 Years a Slave
- American Hustle
- Gravity
- Her
- Inside Llewyn Davis

### Beste Regie
Steve McQueen – 12 Years a Slave
- Ethan und Joel Coen – Inside Llewyn Davis
- Alfonso Cuarón – Gravity
- Spike Jonze – Her
- David O. Russell – American Hustle

### Bester Hauptdarsteller
Chiwetel Ejiofor – 12 Years a Slave
- Bruce Dern – Nebraska
- Oscar Isaac – Inside Llewyn Davis
- Matthew McConaughey – Dallas Buyers Club
- Robert Redford – All Is Lost

### Beste Hauptdarstellerin
Cate Blanchett – Blue Jasmine
- Sandra Bullock – Gravity
- Adèle Exarchopoulos – Blau ist eine warme Farbe
- Brie Larson – Short Term 12
- Meryl Streep – Im August in Osage County

### Bester Nebendarsteller
Jared Leto – Dallas Buyers Club
- Barkhad Abdi – Captain Phillips
- Michael Fassbender – 12 Years a Slave
- James Franco – Spring Breakers
- James Gandolfini – Genug gesagt

### Beste Nebendarstellerin
Lupita Nyong’o – 12 Years a Slave
- Scarlett Johansson – Her
- Jennifer Lawrence – American Hustle
- Léa Seydoux – Blau ist eine warme Farbe
- June Squibb – Nebraska

### Bestes Originaldrehbuch
Her – Spike Jonze
- American Hustle – Eric Warren Singer und David O. Russell
- Blue Jasmine – Woody Allen
- Inside Llewyn Davis – Ethan und Joel Coen
- Nebraska – Bob Nelson

### Bestes adaptiertes Drehbuch
12 Years a Slave – John Ridley
- Osage County – Tracy Letts
- Before Midnight – Richard Linklater, Julie Delpy und Ethan Hawke
- Philomena – Steve Coogan und Jeff Pope
- The Wolf of Wall Street – Terence Winter

### Bester fremdsprachiger Film
The Act of Killing
- Blau ist eine warme Farbe
- Die Jagd
- Das Mädchen Wadjda
- Wie der Wind sich hebt

### Bester Dokumentarfilm
The Act of Killing
- 20 Feet from Stardom
- The Armstrong Lie
- Blackfish
- Stories We Tell

### Bester Animationsfilm
Wie der Wind sich hebt
- Die Croods
- From Up on Poppy Hill
- Frozen
- Die Monster Uni

### Beste Kamera
Gravity – Emmanuel Lubezki
- 12 Years a Slave – Sean Bobbitt
- Her – Hoyte van Hoytema
- Inside Llewyn Davis – Bruno Delbonnel
- Prisoners – Roger Deakins

### Beste Filmmusik
Her – Arcade Fire
- 12 Years a Slave – Hans Zimmer
- Blancanieves – Alfonso de Vilallonga
- Gravity – Steven Price
- Spring Breakers – Cliff Martinez und Skrillex

### Bestes Szenenbild
Gravity
- 12 Years a Slave
- Der große Gatsby
- Her
- Inside Llewyn Davis

### Bester Schnitt
Gravity – Alfonso Cuarón und Mark Sanger
- 12 Years a Slave – Joe Walker
- American Hustle – Alan Baumgarten, Jay Cassidy und Crispin Struthers
- Upstream Color – Shane Carruth und David Lowery
- The Wolf of Wall Street – Thelma Schoonmaker

### Vielversprechendste/-r Filmemacher/-in
Destin Cretton – Short Term 12
- Lake Bell – In A World...
- Ryan Coogler – Nächster Halt: Fruitvale Station
- Joseph Gordon-Levitt – Don Jon
- Joshua Oppenheimer – The Act of Killing

### Vielversprechendste/-r Schauspieler/-in
Adèle Exarchopoulos – Blau ist eine warme Farbe
- Barkhad Abdi – Captain Phillips
- Chadwick Boseman – 42
- Lupita Nyong’o – 12 Years a Slave
- Tye Sheridan – Mud – Kein Ausweg